# Pannaxiakos Athlītikos Omilos Naxou (pallavolo femminile)
Il Pannaxiakos Athlītikos Omilos Naxou (Πανναξιακός Αθλητικός Όμιλος Νάξου) è una società di pallavolo femminile greca, con sede a Nasso e Piccole Cicladi, facente parte della società polisportiva Pannaxiakos Athlītikos Omilos e militante nel massimo campionato greco, l'A1 Ethnikī.

## Storia
Il Pannaxiakos Athlītikos Omilos viene fondato nel 1999 all'interno dell'omonima società polisportiva. Nel 2006 le sezioni cestistiche e pallavoliste del club si fondono con l'Athlītikos Omilos Naxou 2004, cambiando denominazione in Pannaxiakos Athlītikos Omilos Naxou; cambiano anche i colori sociali, che passano dal bianco-blu al blu-bianco-giallo.
Grazie a due promozioni consecutive nel 2012 e nel 2013, il club approda dalle categoria regionali all'A1 Ethnikī, debuttandovi nella stagione 2013-14, in cui raggiunge la finale di Coppa di Grecia e conclusa al quinto posto in campionato, centrando la qualificazione in Challenge Cup, dove, nel corso della stagione seguente, si spinge fino ai quarti di finale, oltre a classificarsi al terzo posto in campionato.
Successivamente raggiunge la seconda finale della sua storia nella Coppa di Grecia 2016-17.

## Rosa 2021-2022
| N° | Nome                     | Ruolo | Data di nascita   | Nazionalità sportiva |
| -- | ------------------------ | ----- | ----------------- | -------------------- |
| 1  | Asīmina Nikologiannī     | S     | 4 giugno 1999     | Grecia               |
| 4  | Jurja Vlašić             | P     | 12 agosto 1993    | Croazia              |
| 5  | Diana Reyes              | C     | 29 aprile 1993    | Porto Rico           |
| 5  | Rowan Ennis              | C     | 12 gennaio 1998   | Stati Uniti          |
| 6  | Geōrgia-Maria Antōnakakī | L     | 16 settembre 2002 | Grecia               |
| 7  | Elenī Vallīndra          | S     | 13 giugno 2000    | Grecia               |
| 8  | Geōrgia Mītakidou        | C     | 14 marzo 1999     | Grecia               |
| 9  | Alexandra Lowe           | S     | 27 agosto 1997    | Stati Uniti          |
| 10 | Ellī Manai               | S     | 22 maggio 1999    | Grecia               |
| 11 | Geōrgia-Anna Gryllakī    | L     | 2 maggio 2006     | Grecia               |
| 12 | Eufrosynī Sarlanī        | L     | 26 aprile 2005    | Grecia               |
| 13 | Nikoletta Karafoulidou   | C     | 26 gennaio 1993   | Grecia               |
| 14 | Euī Fliakou              | P     | 18 febbraio 2000  | Grecia               |
| 15 | Athanasia Liagkī         | O     | 24 novembre 1995  | Grecia               |
| 17 | Emmanouela Chairetakī    | O     | 28 maggio 1998    | Grecia               |